# Домашен паяк
Домашните паяци (Tegenaria domestica) са вид паякообразни от семейство Agelenidae.
Смятат се за инвазивни за Китай. 
Таксонът е описан за пръв път от Карл Александър Клерк през 1757 година.